# Vierpunktiger Aaskäfer

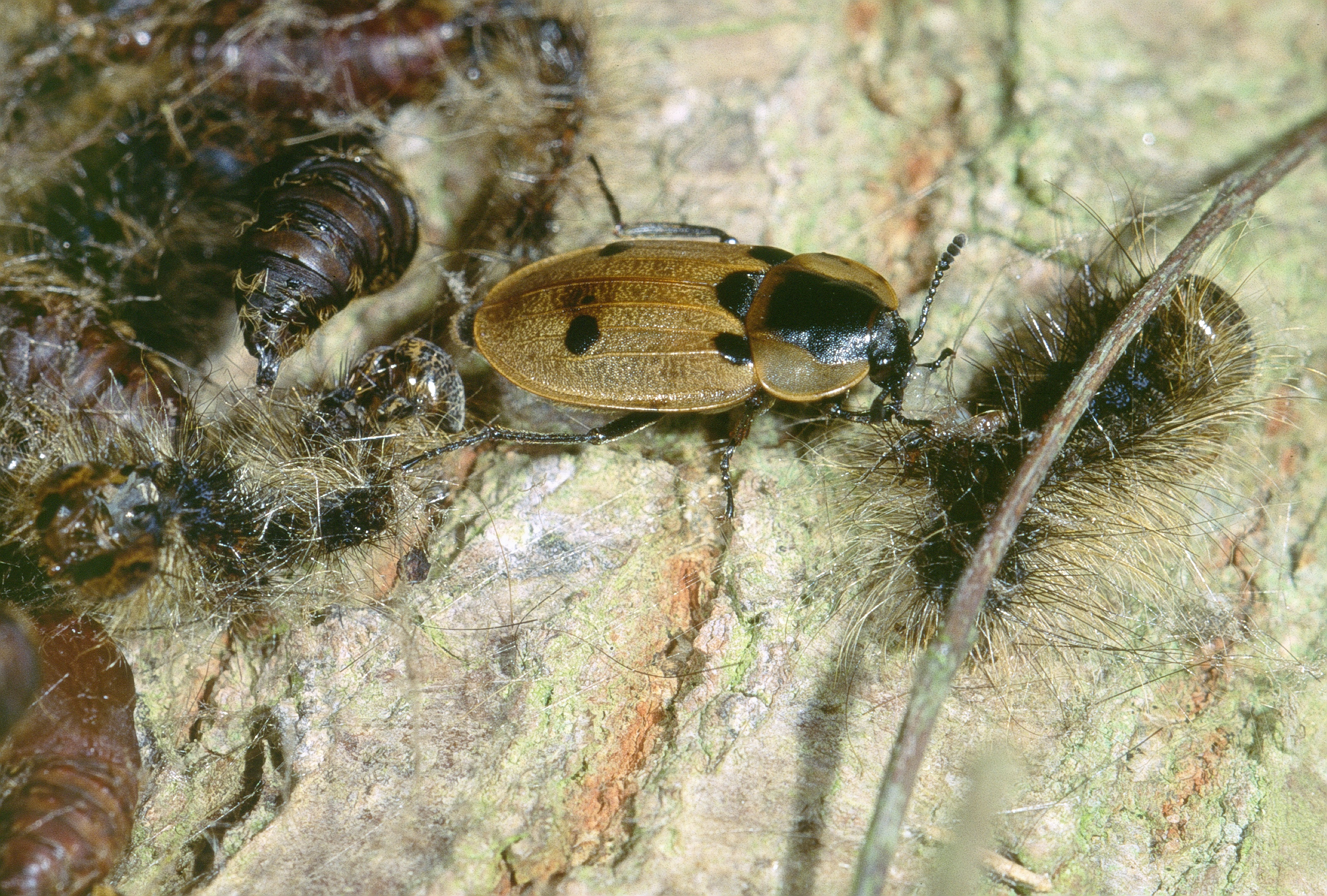
Vierpunktiger Aaskäfer mit Beute

Der Vierpunktige Aaskäfer oder Vierpunktige Raupenjäger (Dendroxena quadrimaculata) ist ein Käfer aus der Familie der Aaskäfer (Silphidae).

## Merkmale
Die Käfer werden 12 bis 14 Millimeter lang und haben einen flachen, ovalen Körper. Sie haben eine gelbbraune Körpergrundfarbe. Auf den Deckflügeln befindet sich je am Halsschild und etwas hinter der Mitte ein schwarzer Fleck. Das Schildchen (Scutellum) ist ebenfalls schwarz. Der Halsschild ist seitlich und zu den Deckflügeln hin gelbbraun gefärbt, in der Mitte, bis zum Vorderrand befindet sich ein ausgedehnter, schwarzer Fleck. Der Kopf, die Fühler und die Beine sind schwarz, die Fühlerkeulen und die Tarsen sind etwas heller gefärbt. Die seltene Form sexmaculata besitzt einen zusätzlichen schwarzen Fleck jeweils am Ende der Deckflügel. 

## Synonyme
- Xylodrepa quadripunctata
- Silpha flavicans Goeze, 1777[1]
- Silpha hexapunctata Gerhardt, 1897[1]
- Peltis maculata Geoffroy in Fourcroy, 1785[1]
- Silpha quadripunctata Schreber, 1759[1]
- Silpha schreberi Pope, 1964[1]

## Vorkommen
Die Tiere kommen in Europa bis in den Süden Skandinaviens vor. Sie leben vor allem in Eichenwäldern in tiefen Lagen, sie fehlen in höheren Lagen und in reinen Nadelwäldern. Man findet sie von April bis Juni.

## Lebensweise
Die Imagines jagen, unüblich für Aaskäfer, auf der Vegetation nach Raupen, den Larven von Pflanzenwespen und Blattläusen. Die Weibchen legen ihre Eier einzeln in den Boden ab. Die daraus schlüpfenden Larven sind schwarz und maximal 20 Millimeter lang. Sie ernähren sich ebenfalls räuberisch von im Boden lebenden Insektenlarven und auch von Aas. Die Verpuppung erfolgt noch im selben Jahr, die neue Käfergeneration überwintert im Boden und kommt im nächsten April zum Vorschein.